# دونگا ترناوا (توپولا)
دونگا ترناوا (به صربی: Donja Trnava) یک منطقهٔ مسکونی در صربستان است که در توپولا واقع شده‌است. دونگا ترناوا ۹۲۱ نفر جمعیت دارد.